# Gavião-urubu
Bútio-de-cauda-barrada, gavião-urubu  ou gavião-de-rabo-barrado (nome científico: Buteo albonotatus) é uma espécie de ave rapinante que pertence à família Accipitridae.
É um rapinante de tamanho médio que habita regiões quentes e secas das Américas.
Seu nome popular em língua inglesa é "Zone-tailed hawk".